# Robyn Adele Anderson
Robyn Adele Anderson (née le 19 février 1989) est une chanteuse américaine basée à New York. Elle participe en tant que chanteuse principale au collectif Postmodern Jukebox créé par Scott Bradlee avec plus de 250 millions de vues sur YouTube. Elle est créditée des reprises Thrift Shop et We Can't Stop en 2013. Robyn Adele Anderson participe également à des performances sur Good Morning America (ABC) en 2013, et TEDx en 2014.

## Biographie

### Enfance et études
Robyn Adele Anderson naît à Albany, et grandit à Glenmont, New York, avec sa mère, son père et sa demi-sœur. Elle a des origines allemandes, néerlandaises, anglaises, écossaises et amérindiennes. Elle est élève au lycée Bethlehem Central, où elle joue de la clarinette dans l'ensemble d'instruments à vents et chante dans plusieurs chorales. Elle est diplômée de l'université de Binghamton en 2011 avec un baccalauréat ès arts en sciences politiques et arabes ainsi qu'une spécialité en études du Moyen-Orient et des relations internationales.
Elle étudie à l'université de Séville, en Espagne, pendant un semestre en 2009 et devient conseillère pour les élèves voulant étudier à l'étranger. Ses réalisations académiques lui ont valu la bourse d'études Israel J. Rosefksy Language and Culture Scholarship et le Chancellor's Award for Student Excellence en 2011. Elle est également sélectionnée comme stagiaire pour le projet Planet Library de l'université de Binghamton, avec une volonté de développement international.

### Carrière
De 2012 à 2015, Robyn Adele Anderson travaille pour le ANSOB Center for Refugees, une organisation à but non lucratif à Astoria, dans le Queens, qui aide les réfugiés à obtenir de l'aide juridique et sociale.
En février 2013, elle commence à collaborer avec le pianiste et arrangeur musical américain Scott Bradlee. En 2013, les contributions vocales d'Anderson au sein du groupe Postmodern Jukebox de la chanson Thrift Shop de Macklemore et Ryan Lewis (2012) permettent à la vidéo de recevoir un million de vues sur YouTube dès la première semaine et quatre millions la première année de sa diffusion. Après avoir été la chanteuse principale de Postmodern Jukebox, Robyn Adele Anderson lance sa propre chaîne YouTube. En décembre 2019, sa chaîne compte plus de 539 000 abonnés et 55,1 millions de vues.
En janvier 2014, elle devient rédactrice pour le magazine en ligne de K-pop KpopStarz. En 2015, elle joue le rôle de Lilyan Tashman dans la pièce de Cynthia von Buhler, Speakeasy Dollhouse : Ziegfeld's Midnight Frolic au Liberty Theatre. En 2016, elle joue le rôle de Lucile dans la production de FlexCo : The Flying Doctor au Central Booking Art Space dans le quartier new-yorkais Lower East Side. Occasionnellement, elle est invitée dans le duo musical The Skivvies, composé de Lauren Molina et Nick Cearley.
En 2017, elle commence une série de concerts personnels, d'abord au Feinstein's/54 Below puis dans la salle Manderley Bar du Sleep No More, suivie d'une tournée de deux semaines en 2018 aux côtés du chanteur Von Smith.
Robyn Adele Anderson double la chanteuse polonaise Robin Koninsky dans le jeu vidéo Red Dead Redemption II, dans lequel le reste des membres de Postmodern Jukebox effectuent également des apparitions.

## Discographie

### Albums studio
- 2019 : Vol. 2
- 2019 : Vol. 3
- 2019 : Vol. 4
- 2020 : Vol. 5
- 2020 : OMG I Love Jazz
- 2021 : Vol.6

### EP
- 2020 : A Very Vintage Christmas

### Avec Postmodern Jukebox
- 2013 : Introducing Postmodern Jukebox
- 2014 : Twist is the New Twerk
- 2014 : Clubbin' with Grandpa
- 2015 : Selfies on Kodachrome

### Clips avec Postmodern Jukebox
Elle devient membre fondateur du Postmodern Jukebox dirigé par le pianiste et arrangeur américain Scott Bradlee. En date du 12 décembre 2016, les vidéos avec Robyn Adele Anderson représentaient plus de 200 millions des vues sur un total de 1 milliard pour Postmodern Jukebox sur YouTube.
| Titre                                                                          | Date de publication | Notes                      |
| ------------------------------------------------------------------------------ | ------------------- | -------------------------- |
| We Can't Stop - 1950's Doo Wop Miley Cyrus Cover                               | 3 septembre 2013    | feat. the Tee-Tones        |
| Thrift Shop (Vintage "Grandpa Style" Macklemore Cover)                         | 11 février 2013     |                            |
| Burn - Vintage '60s Girl Group Ellie Goulding Cover with Flame-O-Phone         | 8 avril 2014        |                            |
| Timber - Vintage 1950's Doo Wop Pitbull / Ke$ha Cover                          | 3 février 2014      |                            |
| Careless Whisper - Vintage 1930's Jazz Wham! Cover                             | 25 février 2014     | feat. Dave Koz             |
| Blurred Lines - Vintage "Bluegrass Barn Dance" Robin Thicke Cover              | 22 octobre 2013     |                            |
| Call Me Maybe - Vintage Carly Rae Jepsen Cover [The Original Video]            | 30 juillet 2013     |                            |
| Anaconda - Vintage Bluegrass Hoedown - Style Nicki Minaj Cover                 | 30 septembre 2014   |                            |
| Talk Dirty - Vintage Klezmer Jason Derulo Cover (with 2 Chainz Rap in Yiddish) | 25 mars 2014        |                            |
| Gangsta's Paradise - Vintage 1920's Al Capone Style Coolio Cover               | 10 mars 2015        |                            |
| Say Something - Jazz / Soul A Great Big World Cover                            | 2 avril 2014        | feat. Hudson Thames        |
| Wake Me Up - Mariachi Style Avicii / Aloe Blacc Cover en Español               | 4 décembre 2013     |                            |
| Gentleman (Vintage 1920s Gatsby - Style Psy Cover)                             | 21 mai 2013         |                            |
| Don't You Worry Child (Vintage 'Great Gatsby' Style Swedish House Mafia Cover) | 24 avril 2013       |                            |
| Wiggle - Vintage 1920s Broadway Jason Derulo / Snoop Dogg Cover                | 22 juillet 2014     |                            |
| Just (Tap) Dance - Vintage 1940's Jazz Lady Gaga Cover                         | 19 novembre 2013    |                            |
| Beauty and a Beat (Vintage 1940's Swing Justin Bieber / Nicki Minaj Cover)     | 1er mai 2013        |                            |
| Die Young - "Kesha Gone Country" Wild West Ke$ha Cover                         | 27 février 2013     |                            |
| Problem - Vintage '50s Doo-Wop Ariana Grande Cover                             | 9 septembre 2014    | feat. the Tee-Tones        |
| Come and Get It - Vintage 1940s Jazz Selena Gomez Cover                        | 5 août 2013         |                            |
| Girls Just Wanna Have Fun - Vintage 1912 Bioshock Infinite - Style Waltz Cover | 19 août 2014        |                            |
| Like a Prayer - Vintage 1940's Swing Madonna Cover                             | 13 mai 2014         |                            |
| I Kissed A Girl - Vintage '50s Doo Wop Katy Perry Cover                        | 16 juillet 2015     |                            |
| We Found Love - Vintage Jazz Rihanna / Calvin Harris Cover                     | 15 avril 2015       |                            |
| Birthday - Vintage Doo Wop / Soul Katy Perry Cover                             | 3 juin 2014         | feat. the Tee-Tones        |
| Summer - Vintage Latin Style Calvin Harris Cover                               | 21 octobre 2014     |                            |
| Paper Planes - Vintage 1940's Style MIA Cover                                  | 16 avril 2015       |                            |
| Young and Beautiful - Vintage 1920's Lana Del Rey / Great Gatsby Cover         | 7 janvier 2014      | feat. Robyn Adele Anderson |
| Hollaback Girl - Vintage Swing Gwen Stefani Cover                              | 14 avril 2016       |                            |